# Greenmarket-Exchange
Die Warenbörse greenmarket-exchange war Teil der Bayerischen Börse AG. Gegründet wurde greenmarket im September 2009 für den Handel mit Emissionsberechtigungen (CO2-Zertifikate) – European Union Allowances (EUAs) und Certified Emission Reductions (CERs).
Die Bayerische Börse AG beendete zum 30. Juni 2012 den Handel von CO2-Emissionszertifikaten. Die an europäischen Börsen gehandelten Volumina waren drastisch auf nahezu null zurückgegangen. Dem Emissionshandel fehlten die Voraussetzungen für einen liquiden Börsenhandel. Die Gründe dafür reichten vom Imageschaden durch gestohlene Emissionszertifikate und Mehrwertsteuerbetrug bis zum Überangebot durch überwiegend kostenlos zugeteilte Zertifikate und dem daraus resultierenden Verfall der Kurse.